# نثار (بازیگر)
نثار (به انگلیسی: Nassar) (زاده ۵ مارس ۱۹۵۸) بازیگر، کارگردان هندی است. از فیلم‌هایی که وی در آن نقش داشته‌است می‌توان به دوقلوها و رویاهای لرزان اشاره کرد.

## فیلم‌شناسی
فهرست برخی از فیلم‌هایی که نثار در آنها به ایفای نقش پرداخته‌است:
- دوقلوها
- رویاهای لرزان
- رز
- بمبئی
- دوتا
- من تنها هستم
- عشق خوبه
- تاجر
- بیگانه
- روز عشق
- همراه دو زن
- دور نهایی
- شهرت
- سینگام ۲
- سینگام ۳
- بمبئی اکسپرس
- عمه ۴۲۰
- آوی شانموگی
- او
- دختر خدا
- فراق
- رهبر
- مرد تنها
- اسکن
- ویشواروپام
- جای لاوا کوسا
- در سن ۳۶ سالگی
- پادایاپا
- سر و صدا
- رودخانه خون
- دعوا
- قدرت
- معامله‌گر
- پسر تیوار
- راهنمای معنوی
- رامایا خواهد آمد
- ماده ۱۵
- شرور صادق
- زنده باد ناراسیما ردی
- دارم می‌میرم
- دغل
- زوج
- تامیژان
- ویروماندی
- بوگان
- گیتا جدید
- نانی
- کاتامارایدو
- غرور
- دان
- پانچاکشاری
- قدرت
- ساگونی
- رقص
- مرد جوان افسونگر است
- مهمان
- رهبر زن
- موج
- برادران بی‌نظیر
- زندانی شماره ۱۵۰
- جشن بزرگ
- همه پادشاه خوش‌تیپ
- ویرا
- شهروند
- بریانی
- رامبابو به‌همراه فیلم‌بردار گانگا
- چارلی
- چرای جنگلی
- دو چهره
- قلب یخی
- شاه
- کمی خوشی کمی سختی
- پونیین سلوان
- دروغ
- شهر مدرس
- صبح راگا
- پاویترا
- آماده
- نیزه
- سوبرامانیام کیست؟
- ماسک
- موکوندا
- حکیم بزرگ
- آن یکی
- مستر
- آشوب
- میل، میل است
- پسر جنگل
- بی‌عدالتی
- آجی
- خانم شتی آقای پولیشتی
- ببر بنگال
- آرجون
- چاتراپاتی
- من یک فرشته دیدم
- شجاعت